# Mullvadslämlar
Mullvadslämlar (Ellobius) är ett släkte i underfamiljen sorkar (Arvicolinae) som förekommer i västra och centrala Asien. De liknar lämlar men räknas inte till tribus Lemmini. I motsats till lämlar lever de nästan hela livet under jorden.
Vanligen delas släktet i två undersläkten med tillsammans fem arter:
- Undersläkte Ellobius
  - Nordlig mullvadslämmel (Ellobius talpinus), från östra Ukraina över Kazakstan till norra Afghanistan.
  - Ellobius tancrei, Turkmenistan, Kazakstan, Uzbekistan, Xinjiang.
  - Ellobius alaicus, Alajbergen.
- Undersläkte Afganomys
  - Ellobius lutescens, Kaukasus, Anatolien, Irak.
  - Sydlig mullvadslämmel (Ellobius fuscocapillus), Iran, Afghanistan, Turkmenistan, Pakistan.

Kroppslängden ligger mellan 10 och 15 centimeter, svansen är med 5 mm till 2 cm påfallande kort. Pälsen har på ovansidan en brun till grå färg och undersidan är vit till grå. Dessa gnagare saknar yttre öron och individernas små ögon är nästan helt gömda i pälsen. Framtänderna är särskilt stora och är synliga utanför munnen. De används för att gräva.
De tunnlar som skapas av dessa sorkar ligger 20 till 30 centimeter under marken. Gångarna bildar ett komplext system där själva boet ligger 50 centimeter under marken. De gräver efter underjordiska växtdelar som rötter och rotfrukter. I vissa regioner betraktas de som skadedjur för jordbruket.
Honor har 6 till 7 kullar per år. Efter dräktigheten som vanligen varar i cirka 26 dagar föds tre till fem ungar per kull. Ungarna är självständiga efter ungefär två månader och de lämnar moderns bo. Könsmognaden infaller efter cirka 96 dagar.
Släktet räknas vanligen som enda släkte i tribus Ellobiini bland sorkarna. Denna indelning är omstridd. Vissa zoologer betraktar dem inte alls som sorkar utan som råttdjur med oklart släktskap. Under pleistocen hade släktet större utbredning och fanns även i Palestina och norra Afrika.